# Salome

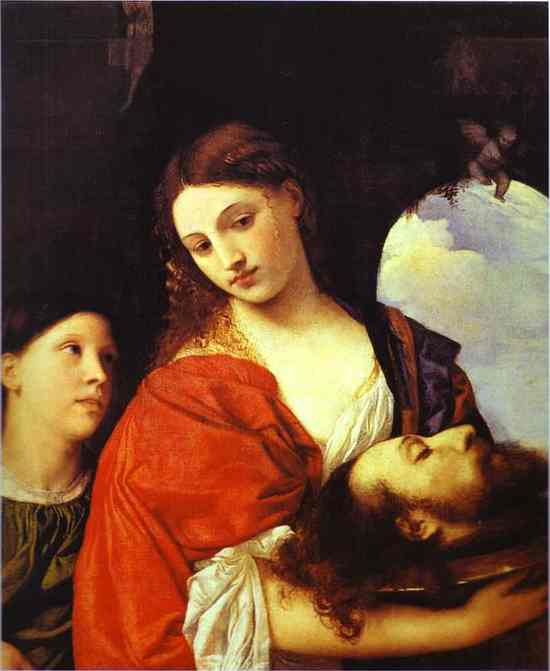
Tizian: Salome s hlavou Jana Křtitele

Salome je ženské osobní jméno hebrejského původu (šalom = שָׁלוֹם, znamená mír, klid). V hebrejštině má jméno původně podobu שלומית (Šlomit, Šulamit), evropská varianta Salome vznikla přepisem do řečtiny. Od stejného kořene (ש-ל-ם - Š-L-M) jsou odvozeno také mužská jména Šalomoun, Šlomo a další varianty.
Jméno Salomena (též Saloména) bylo v českých zemích podle starých matričních zápisů běžně užívané křestní jméno v 17. a na začátku 18. století, ačkoliv významné osobnosti s tímto jménem, jako např. Anna Saloména Hradišťská z Hořovic, dokazují, že jméno bylo používáno i v dřívější době, kdy matriční knihy vedeny nebyly.

## Domácké podoby
Mezi domácké podoby tohoto jména patří Salomka, Saloménka, Salomejka, Saly, Saluška, Salka, Salča apod.

## Příběh Salome
Podle zpráv židovsko-římského historika Iosepha Flavia je jménem Salome označována bezejmenná novozákonní dívka, která dosáhla na návod své matky Herodiady popravy nepohodlného Jana Křtitele tím, že jako odměnu za své taneční vystoupení před tetrarchou Herodem požadovala Janovu hlavu na míse.
Méně známá novozákonní Salome je jedna z následovnic Ježíše Krista.
V umění se Salome stala jednou z typických představitelek femme fatale. Příběh posloužil jako námět mnoha uměleckých děl.

## Významné osobnosti
- blahoslavená Salomena Polská – haličská královna a později řeholnice
- Salomena z Bergu – polská šlechtična
- Salomena Pomořanská – polská šlechtična
- Salome Reischerová – rakouská šachistka
- Salome Sýkorová – česká politička
- Salome Zurabišviliová – prezidentka Gruzie